# قطعنامه ۱۹۸۲ شورای امنیت
قطعنامه  ۱۹۸۲ شورای امنیت سازمان ملل متحد که در تاریخ ۱۷ مه ۲۰۱۱ تصویب شد، سندی بین‌المللی دربارهٔ بررسی وضعیت سودان است. این قطعنامه طی نشست ۶۵۳۷ام با ۱۵ رای موافق، ۰ مخالف و ۰ ممتنع تصویب شد.